# غيتسفيل
غيتسفيل (بالإنجليزية: Gatesville)‏ هي مدينة أمريكية ومركز مقاطعة غيتس في ولاية كارولاينا الشمالية في الولايات المتحدة الأمريكية.

## أعلام
- ويليام باول روبرتس
- كالفين إيرل
- توماس سميث